# Casa cu bovindouri din Constanța
Casa cu bovindouri din Constanța este un monument istoric aflat pe teritoriul municipiului Constanța.